# Batallones de Alta Montaña
Los Batallones de Alta Montaña son unidades militares del Ejército Nacional de Colombia, encargadas de la seguridad y soberanía en territorios con características geográficas montañosas del país.

## Historia
Fueron creados como unidades especiales en territorios montañosos afectados por el Conflicto armado interno de Colombia, el primero fue creado en 2001 en el Sumapaz (Cundinamarca), ante el asedio de las FARC-EP a Bogotá, cumpliendo con operaciones militares y ambientales. En 2003 se funda el Quinto Batallón en Génova, (Quindío).En 2011 se activa el octavo batallón en el Cauca. En 2013 se activa el noveno Batallón en Huila y en 2014 décimo batallón en el Valle del Cauca.

## Unidades
Batallón de Alta Montaña N.1 TC Antonio Arredondo ( Sumapaz, Cundinamarca y Bogotá).
Batallón de Alta Montaña N.2 GR. Santos Gutiérrez Prieto (El Espino, Boyacá). (Segunda División del Ejército Nacional)
Batallón de Alta Montaña N.3  GR. Rodrigo Lloreda (Farallones de Cali).
Batallón de Alta Montaña N.4  GR. Benjamín Herrera Cortes (Cauca).
Batallón de Alta Montaña N 5 General Urbano Castellanos Castillo, vereda El Cedral de Génova, (Quindío). (Quinta División del Ejército Nacional).
Batallón de Alta Montaña N 6  TC. Robinson Daniel (Sierra Nevada de Santa Marta)
Batallón de Alta Montaña N.7  (Serranía del Perijá)
Batallón de Alta Montaña N.8 Coronel José María Vesga Tacueyó
Batallón de Alta Montaña N 9 Caquetá y Huila  (Quinta División del Ejército Nacional).
Batallón de Alta Montaña N 10 Mayor Oscar Giraldo Restrepo (Valle del Cauca).